# Томатина
Томатина (на испански: La Tomatina) е ежегоден фестивал, провеждан в последната сряда от август в град Буньол, автономна област Валенсия, Испания.
Десетки хиляди от различни части на света посещават фестивала всяка година, за да участват в грубо сражение, в което повече от стотици тонове развалени и негодни за ядене домати се хвърлят по улиците.
Продължаващият една седмица фестивал включва музика, паради, танци и фойерверки. През нощта преди боя с домати участниците се съревновават в състезание по приготвяне на ястието паеля.

Приблизително 20 000 – 40 000 туристи идват на боя с домати и така увеличават неколкократно населението на Буньол, което е едва 9000 души. Местата за преспиване в Буньол са ограничени, което принуждава хората да пропътуват 38 км. от Валенсия с автобус или с влак. Като подготовка за мръсната бъркотия, която ще настъпи след фестивала, търговците използват огромни найлони, с които покриват магазините си, за да ги защитят.

## Описание
В 10:00 часа сутринта първото събитие от Томатина започва. Много камиони докарват изобилие от домати в центъра на града. Доматите идват от Естремадура, където са по-евтини. Фестивалът трябва да започне, след като някой смелчага се изкачи по двуетажен дървен стълб, покрит с мазнина, и достигне пушен свински бут на върха на стълба. Това е почти невъзможно и никой не успява да достигне бута, но въпреки това боят с домати започва.
Настава пълен хаос. Всеки се бие за себе си. Всички участници трябва да носят защитни очила и ръкавици. В допълнение, като предпазна мярка, участниците трябва да смачкват доматите, преди да ги хвърлят. Освен това никой няма право да хвърля нищо, което може да провокира другиго и да възникнат сериозни скандали, като например стъклени бутилки. Въпреки че е забранено хората да си късат едни на друг дрехите, забраната се не спазва. Точно след час сражението спира и повече домати не могат да бъдат хвърляни.
Почистването след доматената битка се извършва от пожарни камиони, които пръскат улиците с вода, осигурена от римски акведукт. Някои използват водите на река Буньол, за да се измият. Други пръскат с маркучи хората, за да ги измият. Веднъж, след като доматите се полеят със силна струя вода, земята остава чиста благодарение на киселинността на плода.